# Комната Айдола
«Комната Айдола» (кор. 아이돌룸, англ. Idol Room) — южнокорейское развлекательное шоу, транслировавшееся на телеканале JTBC с 12 мая 2018 года по 11 февраля 2020 года. Ведущими всех 87 выпусков были Чон Хён Дон и Defconn.
30 января 2020 года руководство JTBC объявило о закрытии программы, и 11 февраля в эфир вышел последний выпуск.

## Программа
С 1 по 41 эпизоды на официальный канал «Комнаты Айдола» в V Live опубликовывался тизер с предстоящими гостями.

### Студия
- С 1 по 8 эпизод: чёрная комната с экраном на заднем плане
- С 9 по 51 эпизод: бежевая комната с длинным плакатом на заднем плане
- С 52 по 87 эпизод: розовая комната с экраном на заднем плане

### Тема программы
В пятом эпизоде телешоу гостями стали Pentagon и (G)I-DLE, где Хви и Соён продемонстрировали свои версии заглавной песни в рамках специального кастинга. Песни использовались в седьмом и восьмом эпизодах, но с появлением сегмента «Айдол 999» их больше не проигрывали. Третья песня, «Rock Spirit» была исполнена в начале сорок второго эпизода.

### Сегменты
1. «Айдол 999» — из группы выбирается участник в будущую айдол-группу 1001, которая, по словам ведущих, готовится к дебюту в 2039 году, не имея возрастных ограничений. Участник выбирается через танец с бомбочкой.
2. «Танец с металлическими подносами» — участники группы встают на фиксированные позиции, над головами у них закреплены металлические подносы. Задача группы  — исполнить хореографию на одну из своих песен, при этом каждый участник должен танцевать лишь тогда, когда горит его сигнальная лампочка. Если кто-то ошибается, подносы ударяют по головам всех участников.
3. «Фея концовки» — в конце программы участники танцуют с воздушным шариком-бомбочкой, каждый должен держать шарик в руках как минимум 5 секунд, после чего передавать другому участнику. Тот, у кого шарик в руках лопнет, становится феей концовки и говорит финальную речь.
4. «Соревнование по плаванию» (для мужских групп) — участники пьют воду через соломинки до тех пор, пока один из них устаёт.
5. «Король тостов» — участники должны откусить тост, который выскакивает из тостера.
6. «Танец ‘Havana’» (изначально для женских групп) — участница танцует импровизированный танец под «Havana».
7. «Нано-танец» — участники танцуют часть хореографии, и в припеве камера снимает каждого по отдельности, демонстрируя «убийственную часть» танца.
8. «Танец в одну колонку» — участники становятся друг за другом, и их задача — показать синхронный танец.
9. «Письмо самому себе» — участники снимают видеообращения самим себе из времён дебюта.
10. «Выбор камеры» — участники располагаются вокруг крутящейся установки с камерой. Её раскручивают, и камера останавливается на одном из участников — его снимают весь выпуск, при этом другим позволено «воровать» экранное время согруппника. Позднее полная версия фанкама загружалась на Naver.
11. «Танец без рук» — участники исполняют хореографию без рук, в стойке смирно, как у солдат.

## Эпизоды
| Дата                  | Гость | Примечание                                                                                              |
| --------------------- | --- | --- |
| 12 мая 2018 года      | Wanna One | Специальный 90-минутный эпизод                                                                          |
| 19 мая 2018 года      | Shinhwa | |
| 26 мая 2018 года      | Highlight | |
| 2 июня 2018 года      | AOA | |
| 9 июня 2018 года      | Pentagon и (G)-IDLE | Прослушивание для специальной заглавной песни телешоу                                                   |
| 16 июня 2018 года     | BTOB | |
| 23 июня 2018 года     | BLACKPINK | |
| 30 июня 2018 года     | UNB и UNI.T | |
| 3 июля 2018 года      | A Pink | |
| 10 июля 2018 года     | Twice | |
| 17 июля 2018 года     | Seventeen | |
| 24 июля 2018 года     | Сынни | Специальные гости: DJ Glory, DJ TPA и DJ Danu                                                           |
| 31 июля 2018 года     | GFriend | |
| 7 августа 2018 года   | Mamamoo | |
| 14 августа 2018 года  | Red Velvet | Специальный гость: Чжисон (NCT)                                                                         |
| 21 августа 2018 года  | Stray Kids | Программа снималась в JYP Entertainment, специальный гость: Пак Чин Ён                                  |
| 28 августа 2018 года  | IKON | |
| 4 сентября 2018 года  | Сонми | Специальные гости: Ким Чон Мин, Омчжи (GFriend) и Ючжон (Weki Meki)                                     |
| 11 сентября 2018 года | Oh My Girl | |
| 18 сентября 2018 года | Got7 | Из-за межкорейского саммита трансляция проводилась 19 сентября. Специальный гость: Хёнчжин (Stray Kids) |
| 2 октября 2018 года   | Cosmic Girls | Сюани, Чен Сяо и Мейчи отсутствовали                                                                    |
| 9 октября 2018 года   | Weki Meki | |
| 16 октября 2018 года  | NCT 127 | Программа снималась в SM Entertainment                                                                  |
| 23 октября 2018 года  | Monsta X | |
| 30 октября 2018 года  | IZ*ONE | |
| 6 ноября 2018 года    | Twice | Специальный гость: Сынхи (Oh My Girl) через видео-звонок                                                |
| 13 ноября 2018 года   | Gugudan | |
| 20 ноября 2018 года   | LOONA и fromis 9 | Специальный выпуск с новичками 2018 года                                                                |
| 27 ноября 2018 года   | Мино | Специальные гости: Сынхун (Winner) и P.O (Block B)                                                      |
| 4 декабря 2018 года   | NU’EST W | |
| 11 декабря 2018 года  | Хёндон и Тэчжун с The Boyz | Специальные ведущие: Ильхун (BTOB) и Ючжин (IZ*ONE)                                                     |
| 18 декабря 2018 года  | Winner | |
| 25 декабря 2018 года  | Сынни, Wanna One и (G)-IDLE | Специальный эпизод с первой церемонией Thank You Awards                                                 |
| 8 января 2019 года    | Совон (GFriend), Юа (Oh My Girl), Бона (Cosmic Girls), Ан Чжиён (Bolbbalgan4), Чонха                                                               | Специальный новогодний эпизод                                                                           |
| 15 января 2019 года   | GFriend | |
| 22 января 2019 года   | Seventeen | |
| 29 января 2019 года   | | Специальный эпизод, куда вошли непоказанные ранее кадры со всех выпусков                                |
| 12 февраля 2019 года  | Тхэмин | Специальные гости: Чжено и Чжисон (NCT), Чани (SF9) и Донхан                                            |
| 19 февраля 2019 года  | Monsta X | |
| 5 марта 2019 года     | SF9 | Чжухо отсутствовал                                                                                      |
| 12 марта 2019 года    | (G)-IDLE | |
| 19 марта 2019 года    | N.Flying | Специальный гость: Хонки (F.T. Island)                                                                  |
| 26 марта 2019 года    | Stray Kids | |
| 2 апреля 2019 года    | IZ*ONE | |
| 9 апреля 2019 года    | Генри, Bolbbalgan4 | Специальный эпизод с музыкантами                                                                        |
| 16 апреля 2019 года   | Ренчжун и Чэнле (NCT), Йенан и Юто (Pentagon), Самуэль, Минни, Юци и Шухуа ((G)-IDLE), Сосо (GWSN), Кента (JBJ95), Кокоро и Линлин (Cherry Bullet) | Специальный эпизод с иностранными айдолами                                                              |
| 23 апреля 2019 года   | Twice | Специальный эпизод в честь первой годовщины программы                                                   |
| 30 апреля 2019 года   | Twice | Специальный эпизод в честь первой годовщины программы                                                   |
| 7 мая 2019 года       | Ким Чон Мин, Чонха, DreamNote, Bvndit | |
| 14 мая 2019 года      | The Boyz | |
| 21 мая 2019 года      | Got7 | |
| 28 мая 2019 года      | Winner | Начало сегмента «Айдол 999»                                                                             |
| 4 июня 2019 года      | fromis 9 | Специальный гость: Ким Хичхоль (звонок по телефону)                                                     |
| 11 июня 2019 года     | Ли Хай, Пол Ким, Чон Сын Хван | Отбор главного вокалиста в «Айдол 999»                                                                  |
| 18 июня 2019 года     | Соми | Специальный гость: Сынюн (Winner)                                                                       |
| 25 июня 2019 года     | Red Velvet | |
| 2 июля 2019 года      | GFriend | |
| 9 июля 2019 года      | Ын Чжи Вон (Sechs Kies) | Специальный гость: Чан Су Вон (Sechs Kies) и Мино (Winner) (звонок по телефону)                         |
| 16 июля 2019 года     | Nature | Участница группы Гага отсутствовала                                                                     |
| 23 июля 2019 года     | NCT Dream | Участник группы Хэчан отсутствовал                                                                      |
| 30 июля 2019 года     | Itzy | |
| 6 августа 2019 года   | Oh My Girl | |
| 13 августа 2019 года  | Rocket Punch | Специальный гость: Ухён (Infinite)                                                                      |
| 20 августа 2019 года  | Pretty 95 Юк Сон Чжэ (BTOB), Рики (Teen Top), Чо Ён Мин, Чо Кван Мин и Бэк Кён До                                                                  | Участник группы Но Мин У отсутствовал                                                                   |
| 27 августа 2019 года  | Хаён (A Pink) | Специальные гости: Чорон, Ынчжи и Намчжу (A Pink)                                                       |
| 3 сентября 2019 года  | | Специальный эпизод, куда вошли непоказанные ранее кадры со всех выпусков, специальный гость: Соми       |
| 10 сентября 2019 года | X1 | |
| 17 сентября 2019 года | Seventeen | |
| 24 сентября 2019 года | Twice | Участница группы Мина отсутствовала Вторая часть выпуска была показана 1 октября                        |
| 1 октября 2019 года   | Dreamcatcher и EVERGLOW | |
| 8 октября 2019 года   | ONF | Специальные гости: Хёчжон и Сынхи (Oh My Girl)                                                          |
| 15 октября 2019 года  | Super Junior | Участник группы Кюхён отсутствовал                                                                      |
| 22 октября 2019 года  | NU’EST | |
| 29 октября 2019 года  | Monsta X | |
| 5 ноября 2019 года    | Winner | |
| 12 ноября 2019 года   | TXT | |
| 19 ноября 2019 года   | AOA | |
| 3 декабря 2019 года   | Ким Ён Чоль, Сечжон (Gugudan) и Пак Чжи Хун | Специальный выпуск с сольными артистами                                                                 |
| 10 декабря 2019 года  | CIX | |
| 17 декабря 2019 года  | Rainbow | |
| 24 декабря 2019 года  | Хё Кён Хван, Пак Ён Чжин, Ким Вон Хё, Пак Сын Кван и Ким Чжи Хо                                                                                    | Специальный гость: Хон Чжи Хён                                                                          |
| 7 января 2020 года    | SF9 | |
| 14 января 2020 года   | Momoland | |
| 21 января 2020 года   | Cosmic Girls | Участницы группы СольА, Сюани, Луда, Давон, Чен Сяо и Мейчи отсутствовали                               |
| 28 января 2020 года   | The Boyz | |
| 4 февраля 2020 года   | GFriend | |
| 11 февраля 2020 года  | Sechs Kies | Финальный эпизод Непоказанные ранее кадры с эпизодов 68 и 77 (Seventeen и AOA)                          |

## Рейтинги программы
Синим цветом обозначены самые низкие показатели, красным — самые высокие.

### 2018 год
| Эпизод | Дата        | Средняя доля аудитории |
| Эпизод | Дата        | AGB Nielsen            |
| Эпизод | Дата        | Общенациональный       |
| ------ | ----------- | ---------------------- |
| 1      | 12 мая      | 0.895%                 |
| 2      | 19 мая      | 0.702%                 |
| 3      | 26 мая      | 0.4%                   |
| 4      | 2 июня      | 0.5%                   |
| 5      | 9 июня      | 0.5%                   |
| 6      | 16 июня     | 0.6%                   |
| 7      | 23 июня     | 0.502%                 |
| 8      | 30 июня     | 0.6%                   |
| 9      | 3 июля      | 0.784%                 |
| 10     | 10 июля     | 0.695%                 |
| 11     | 17 июля     | 0.526%                 |
| 12     | 24 июля     | 0.829%                 |
| 13     | 31 июля     | 0.672%                 |
| 14     | 7 августа   | 0.770%                 |
| 15     | 14 августа  | 0.801%                 |
| 16     | 21 августа  | 0.816%                 |
| 17     | 28 августа  | 0.522%                 |
| 18     | 4 сентября  | 0.665%                 |
| 19     | 11 сентября | 0.553%                 |
| 20     | 18 сентября | 0.4%                   |
| 21     | 2 октября   | 0.608%                 |
| 22     | 9 октября   | 0.649%                 |
| 23     | 16 октября  | 0.612%                 |
| 24     | 23 октября  | 0.499%                 |
| 25     | 30 октября  | 0.714%                 |
| 26     | 6 ноября    | 0.960%                 |
| 27     | 13 ноября   | 0.528%                 |
| 28     | 20 ноября   | 0.691%                 |
| 29     | 27 ноября   | 0.958%                 |
| 30     | 4 декабря   | 0.682%                 |
| 31     | 11 декабря  | 0.5%                   |
| 32     | 18 декабря  | 0.876%                 |
| 33     | 25 декабря  | 0.863%                 |

### 2019 год
| Эпизод | Дата трансляции | Средняя доля аудитории |
| Эпизод | Дата трансляции | AGB Nielsen            |
| Эпизод | Дата трансляции | Общенациональный       |
| ------ | --------------- | ---------------------- |
| 34     | 8 января        | 0.797%                 |
| 35     | 15 января       | 0.726%                 |
| 36     | 22 января       | 0.879%                 |
| 37     | 29 января       | 0.633%                 |
| 38     | 12 февраля      | 0.520%                 |
| 39     | 19 февраля      | 0.485%                 |
| 40     | 5 марта         | 0.470%                 |
| 41     | 12 марта        | 0.700%                 |
| 42     | 19 марта        | 0.597%                 |
| 43     | 26 марта        | 0.4%                   |
| 44     | 2 апреля        | 0.642%                 |
| 45     | 9 апреля        | 0.783%                 |
| 46     | 16 апреля       | 0.587%                 |
| 47     | 23 апреля       | 0.689%                 |
| 48     | 30 апреля       | 0.788%                 |
| 49     | 7 мая           | 0.4%                   |
| 50     | 14 мая          | 0.2%                   |
| 51     | 21 мая          | 0.379%                 |
| 52     | 28 мая          | 0.492%                 |
| 53     | 4 июня          | 0.381%                 |
| 54     | 11 июня         | 0.482%                 |
| 55     | 18 июня         | 0.491%                 |
| 56     | 25 июня         | 0.751%                 |
| 57     | 2 июля          | 0.436%                 |
| 58     | 9 июля          | 0.785%                 |
| 59     | 16 июля         | 0.5%                   |
| 60     | 23 июля         | 0.359%                 |
| 61     | 30 июля         | 1.015%                 |
| 62     | 6 августа       | 0.501%                 |
| 63     | 13 августа      | 0.354%                 |
| 64     | 20 августа      | 0.481%                 |
| 65     | 27 августа      | 0.554%                 |
| 66     | 3 сентября      | 0.625%                 |
| 67     | 10 сентября     | 0.935%                 |
| 68     | 17 сентября     | 0.469%                 |
| 69     | 24 сентября     | 0.607%                 |
| 70     | 1 октября       | 0.486%                 |
| 71     | 8 октября       | 0.3%                   |
| 72     | 15 октября      | 0.684%                 |
| 73     | 22 октября      | 0.470%                 |
| 74     | 29 октября      | 0.396%                 |
| 75     | 5 ноября        | 0.450%                 |
| 76     | 12 ноября       | 0.429%                 |
| 77     | 26 ноября       | 0.568%                 |
| 78     | 3 декабря       | 0.450%                 |
| 79     | 10 декабря      | 0.320%                 |
| 80     | 17 декабря      | 0.614%                 |
| 81     | 24 декабря      | 0.686%                 |

### 2020
| Эпизод | Дата трансляции | Средняя доля аудитории |
| Эпизод | Дата трансляции | AGB Nielsen            |
| Эпизод | Дата трансляции | Общенациональный       |
| ------ | --------------- | ---------------------- |
| 82     | 7 января        | 0.506%                 |
| 83     | 14 января       | 0.565%                 |
| 84     | 21 января       | 0.382%                 |
| 85     | 28 января       | 0.431%                 |
| 86     | 4 февраля       | 0.566%                 |
| 87     | 11 февраля      | 0.520%                 |